# Bulk Synchronous Parallel Computers
Der Begriff Bulk Synchronous Parallel Computers (BSP), englisch für „massensynchrone Parallelrechner“, bezeichnet ein Modell des massiv parallelen Rechners. Es wurde 1989 von Leslie Valiant eingeführt, zunächst als ein theoretisches Modell für parallele Computer, das für die Praxis relevantere Aussagen erlauben sollte. Inzwischen gibt es aber auch eine Softwarerealisierung von BSP.
Das BSP-Modell besagt, dass die Laufzeit eines parallelen Algorithmus nicht nur von dem Grad der sequentiellen Teile abhängt (Anzahl der Instruktionen bzw. Taktfrequenz), sondern von mehreren Parametern. Dies sind speziell die Anzahl der Prozessoren, die Prozessor-Geschwindigkeit, die Kosten um Barrier-Synchronisation zu erreichen und die Kosten in Schritten pro Wort, um Daten einer Botschaft abzuliefern.